# 扇町 (尼崎市)
座標: 北緯34度41分58.0秒 東経135度23分01.8秒 / 北緯34.699444度 東経135.383833度

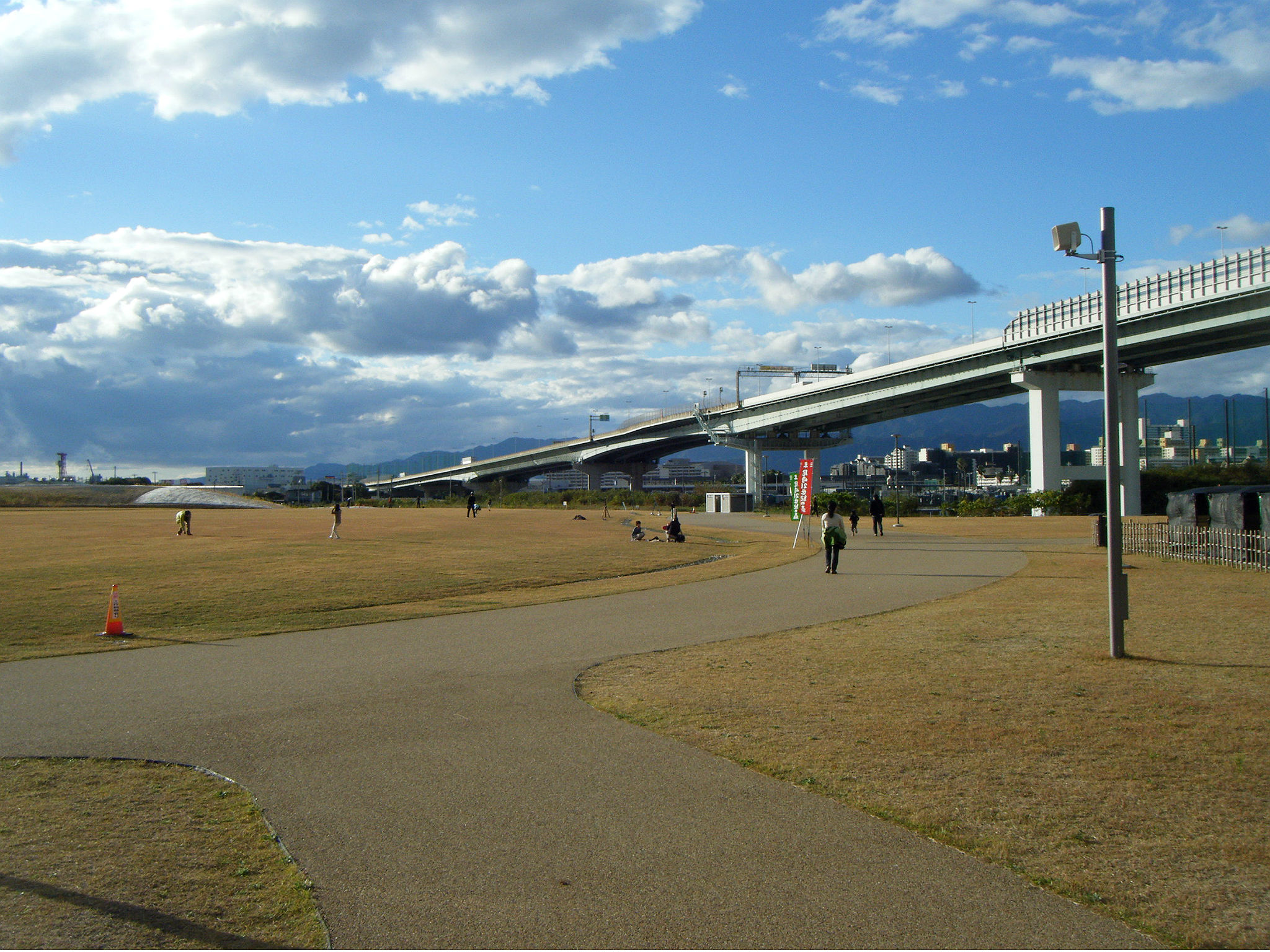
尼崎の森中央緑地の大芝生広場

扇町（おうぎまち）は、兵庫県尼崎市にある町丁。丁目はない。郵便番号は660-0096。

## 地理
東は末広町、西は平左衛門町、北は大浜町と隣接している。南は海に面している。

## 交通

### 鉄道
鉄道は走っていない。

### バス
阪神バスが通っている。
| 路線名             | 起点       | 町内の停留所                       | 終点               |
| ------------------ | ---------- | ---------------------------------- | ------------------ |
| 90                 | 武庫川     | (大浜町)-尼崎スポーツの森-(末広町) | 尼崎テクノランド前 |
| 尼崎スポーツの森線 | 阪神出屋敷 | (末広町)-尼崎スポーツの森          | 尼崎スポーツの森   |

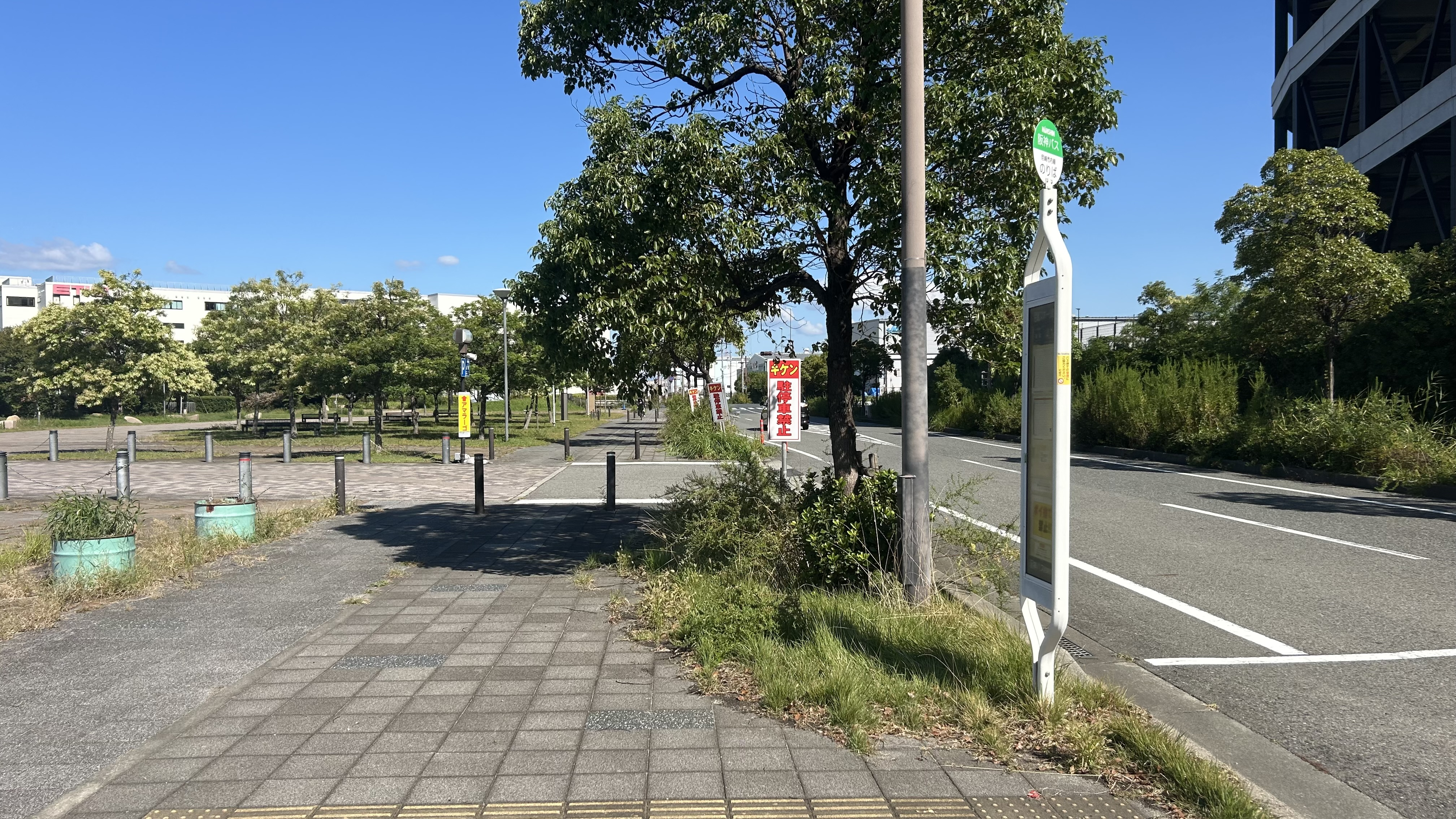
90番尼崎スポーツの森停留所
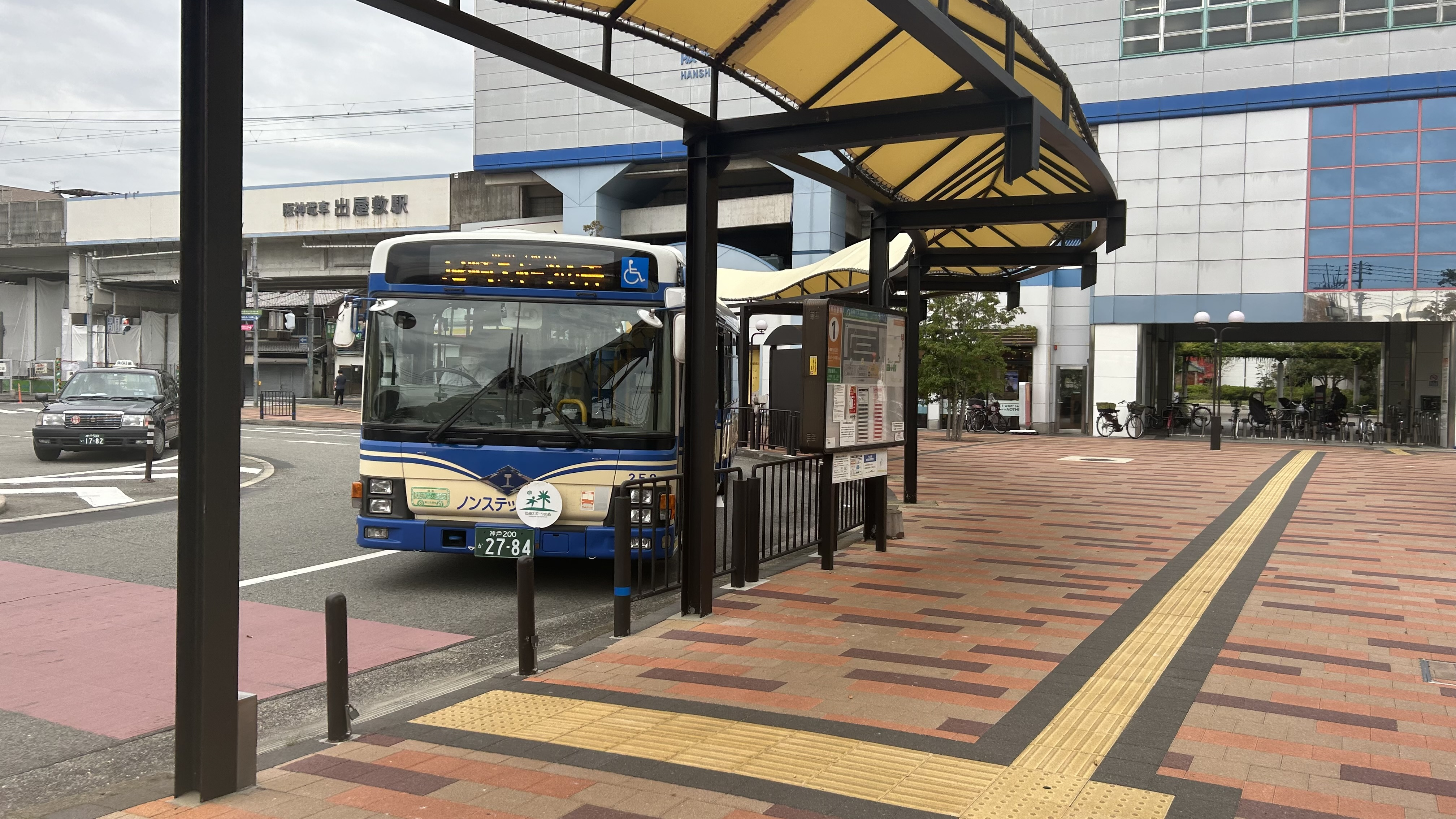
阪神バス尼崎スポーツの森線
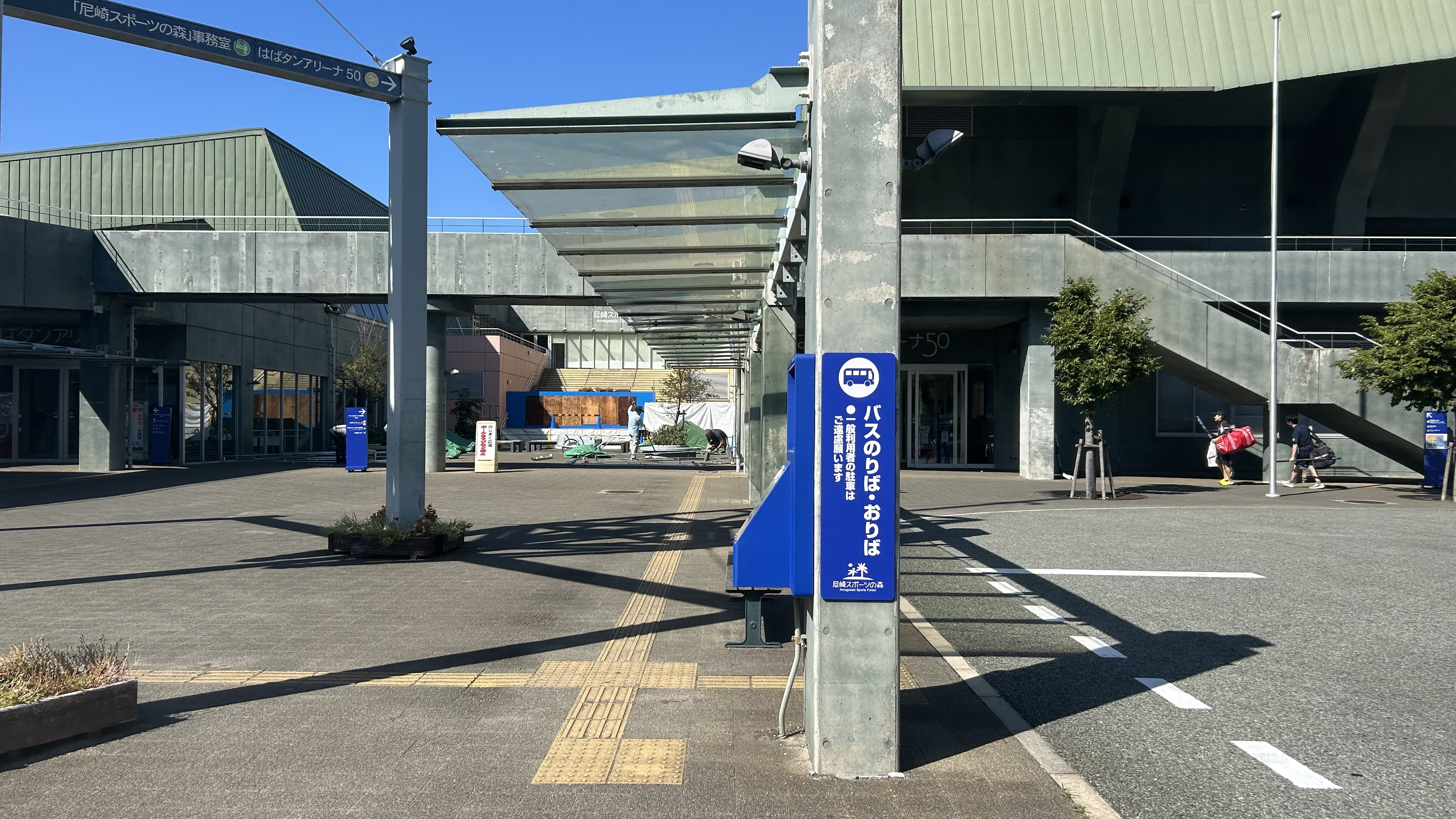
尼崎スポーツの森線の停留所

## 校区
出典:
| 区域 | 小学校         | 中学校     |
| ---- | -------------- | ---------- |
| 全域 | わかば西小学校 | 大庄中学校 |

## 施設
- 尼崎の森中央緑地
- 尼崎スポーツの森